# Ащебутак (река)
Ащебута́к (устар. Ащибутак, Тута) — река в России, протекает по Домбаровскому и Ясненскому районам Оренбургской области. Устье реки находится в 66 км по правому берегу реки Орь. Длина реки составляет 39 км.

## Данные водного реестра
По данным государственного водного реестра России относится к Уральскому бассейновому округу, водохозяйственный участок реки — Урал от Ириклинского гидроузла до города Орск, речной подбассейн реки — подбассейн отсутствует. Речной бассейн реки — Урал (российская часть бассейна).
Код объекта в государственном водном реестре — 12010000412112200003901.